# Liste der Isotope/bis Ordnungszahl 10
Liste der Isotope ist die Übersichtsseite, um komfortabel auf alle Elemente zugreifen zu können. Dort wird auch der Aufbau erklärt und die Legende zur Tabelle ist auch dort zu finden. Zerfallsenergien wurden mit den angegebenen Massen und dem Masse-Energie-Äquivalent von {\displaystyle \Delta m=931{,}4940954\,{\tfrac {\mathrm {MeV} }{\mathrm {u} }}} neu berechnet.

## Hinweise
- ↓Liste der Isotope ist ein Einstieg, um komfortabel auf alle Elemente zugreifen zu können.
- ↓Legende zur Isotopenliste sowie eine ↓Legende der Zerfallsarten sind dort ebenfalls zu finden.
- Ebenfalls zu finden sind dort die verwendeten ↓Literatur, Quellen und Weblinks.

## 0Neutron
| Isotop | Halbwertszeit | Zerfallsenergie (MeV) | Spin / Parität | Zerfallsart(en) (%) | Masse (u)             |
| ------ | ------------- | --------------------- | -------------- | ------------------- | --------------------- |
| 01n    | 613,9 s       | 0,782                 | 1/2+           | β−                  | 01,008 664 915 85(49) |

## 1Wasserstoff
| Isotop | Halbwertszeit | Zerfallsenergie (MeV) | Spin / Parität | Zerfallsart(en) (%) | NH (%)   | Masse (u)            | Alternativ- name |
| ------ | ------------- | --------------------- | -------------- | ------------------- | -------- | -------------------- | ---------------- |
| 1H     | stabil        |                       | 1/2+           |                     | 099,9885 | 01,007 825 031 90(1) | Protium          |
| 2H     | stabil        |                       | 1+             |                     | 00,0115  | 02,014 101 777 84(2) | Deuterium: D     |
| 3H     | 12,32(2) a    |                       | 1/2+           | β−                  | ≈ 10−15  | 03,016 049 277 9(24) | Tritium: T       |
| 4H     | 1,39·10−21 s  | 1,619                 | 2−             | n                   |          | 04,026 43(11)        |                  |
| 5H     | 8,61·10−23 s  | 0,2                   | (1/2+)         | 2n                  |          | 05,035 31(10)        |                  |
| 6H     | 2,94·10−22 s  | 0,912                 | 2−#            | n                   |          | 06,044 96(27)        |                  |
| 7H     | 5,07·10−21 s  | 0,812#                | 1/2+#          | 2n                  |          | 07,05275(108)#       |                  |

## 2Helium
| Isotop | Halbwertszeit | Zerfallsenergie (MeV)    | Spin / Parität | Zerfallsart(en) (%) | NH (%)     | Masse (u)             |
| ------ | ------------- | ------------------------ | -------------- | ------------------- | ---------- | --------------------- |
| 3He    | stabil        |                          | 1/2+           |                     | 00,000134  | 03,016 029 321 97(6)  |
| 4He    | stabil        |                          | 0+             |                     | 099,999866 | 04,002 603 254 13(16) |
| 5He    | 7,04·10−22 s  | 0,735                    | 3/2−           | n                   |            | 05,012 057(21)        |
| 6He    | 806,7 ms      | 3,50521                  | 0+             | β−                  |            | 06,018 885 89(6)      |
| 7He    | 3,04·10−21 s  | 0,410                    | 3/2−           | n                   |            | 07,027 991(8)         |
| 8He    | 119,1 ms      | 10,663 (β−), 8,631 (β−n) | 0+             | β− = 84, β−n = 16   |            | 08,033 934 39(10)     |
| 9He    | 2,5·10−21 s   | 1,255                    | 1/2−           | n                   |            | 09,043 950(50)        |
| 10He   | 1,5·10−21 s   | 0,19                     | 0+             | 2n                  |            | 10,052 82(10)         |

## 3Lithium
| Isotop | Halbwertszeit    | Zerfallsenergie (MeV)                                             | Spin / Parität | Zerfallsart(en) (%)                                      | NH (%) | Masse (u)          |
| ------ | ---------------- | ----------------------------------------------------------------- | -------------- | -------------------------------------------------------- | ------ | ------------------ |
| 4Li    | 9,1(9)·10−23 s   | 3,103                                                             | 2−             | p                                                        |        | 4,027 19(23)       |
| 5Li    | 3,71·10−22 s     | 1,965                                                             | 3/2−           | p                                                        |        | 5,012 540(50)      |
| 6Li    | stabil           |                                                                   | 1+             |                                                          | 07,59  | 6,015 122 8874(15) |
| 6mLi   | 5,6·10−17 s      | 3,562                                                             | 0+             | IT                                                       |        |                    |
| 7Li    | stabil           |                                                                   | 3/2−           |                                                          | 092,41 | 7,016 003 434(3)   |
| 8Li    | 839,9 ms         | 16,004                                                            | 2+             | β−                                                       |        | 8,022 486 24(5)    |
| 9Li    | 178,3 ms         | 13,606 (β−), 11,941 (β−n)                                         | 3/2−           | β− = 50,8, β−n = 49,2                                    |        | 9,026 790 19(20)   |
| 10Li   | 2,0(5)·10−21 s   | 0,026                                                             | (1−, 2−)       | n                                                        |        | 10,035 483(14)     |
| 10m1Li | 3,7(15)·10−21 s  | 0,2                                                               | 1+             | n                                                        |        |                    |
| 10m2Li | 1,35(24)·10−21 s | 0,48                                                              | 2+             | n                                                        |        |                    |
| 11Li   | 8,75 ms          | 20,55 (β−), 20,05 (β−n), 13,24 (β−2n), 11,57 (β−3n), 12,64 (β−αn) | 3/2−           | β− = 6,0, β−n = 86,3, β−2n = 4,1, β−3n = 1,9, β−αn = 1,7 |        | 11,043 723 6(7)    |
| 12Li   | <10 ns           | 0,21                                                              | (1−, 2−)       | n                                                        |        | 12,052 610(30)     |
| 13Li   | 3,3·10−21 s      |                                                                   | 3/2−#          | 2n                                                       |        | 13,061 171 503(80) |

## 4Beryllium
| Isotop | Halbwertszeit   | Zerfallsenergie (MeV)                   | Spin / Parität | Zerfallsart(en) (%)         | NH (%) | Masse (u)          |
| ------ | --------------- | --------------------------------------- | -------------- | --------------------------- | ------ | ------------------ |
| 5Be    |                 | 4,55                                    |                | p                           |        | 5,0399(22#)        |
| 6Be    | 5,0(3)·10−21 s  | 1,372                                   | 0+             | 2p                          |        | 6,019 7264(58)     |
| 7Be    | 53,12 d         | 0,862                                   | 3/2−           | ε                           |        | 7,016 928 717(76)  |
| 8Be    | 6,7(17)·10−17 s | 0,09184                                 | 0+             | α                           |        | 8,005 305 102(37)  |
| 9Be    | stabil          |                                         | 3/2−           |                             | 100    | 9,012 183 065(82)  |
| 10Be   | 1,387·106 a     | 0,5568                                  | 0+             | β−                          |        | 10,013 534 695(86) |
| 10m1Be | 8·10−13 s       | 6,1778                                  | 0+             | IT                          |        | 10,020 166 85      |
| 11Be   | 13,81 s         | 11,509 (β−), 0,05516 (β−n)              | 1/2+           | β− = 96,9, β−n = 3,1        |        | 11,021 661 08(26)  |
| 12Be   | 23,6 ms         | 11,708 (β−), 8,3385 (β−n)               | 0+             | β− = 99, β−n = 1            |        | 12,026 9221(20)    |
| 13Be   | 2,01 ms         | 0,5104                                  | 5/2+           | n                           |        | 13,036 135(11)     |
| 14Be   | 4,35 ms         | 16,288 (β−), 15,318 (β−n), 10,44 (β−2n) | 0+             | β− = 14, β−n = 81, β−2n = 5 |        | 14,042 89(14)      |
| 15Be   | < 200 ns        | 1,737                                   | 5/2+           | n = 100?                    |        | 15,053 42(43#)     |
| 16Be   | < 200 ns        | 1,351                                   | 0+             | 2n = 100?                   |        | 16,061 67(18)      |

## 5Bor
| Isotop | Halbwertszeit | Zerfallsenergie (MeV)                    | Spin / Parität | Zerfallsart(en) (%)          | NH (%) | Masse (u)         |
| ------ | ------------- | ---------------------------------------- | -------------- | ---------------------------- | ------ | ----------------- |
| 6B     |               | 7,415                                    |                | 2p = 100?                    |        | 6,0508(22#)       |
| 7B     | 3,50·10−22 s  | 2,0126                                   | 3/2−           | p                            |        | 7,029 712(27)     |
| 8B     | 770 ms        | 17,979                                   | 2+             | β+                           |        | 8,024 6073(11)    |
| 9B     | 8,439·10−19 s | 0,18584 (p), 0,27769 (2α)                | 3/2−           | p = ?, 2α = ?                |        | 9,013 329 65(97)  |
| 10B    | stabil        |                                          | 3+             |                              | 019,9  | 10,012 936 95(41) |
| 11B    | stabil        |                                          | 3/2−           |                              | 080,1  | 11,009 305 36(45) |
| 12B    | 20,20 ms      | 13,369 (β−), 6,0947 (β−3α)               | 1+             | β− = 98,42, β−3α = 1,58      |        | 12,014 3527(14)   |
| 13B    | 17,36 ms      | 13,437 (β−)                              | 3/2−           | β−                           |        | 13,017 7802(12)   |
| 14B    | 13,8 ms       | 20,644                                   | 2−             | β−                           |        | 14,025 404(23)    |
| 15B    | 10,5 ms       | 19,085                                   | 3/2−           | β−                           |        | 15,031 088(23)    |
| 16B    | < 190·10−12 s | 0,08298                                  | 0              | n                            |        | 16,039 842(26)    |
| 17B    | 5,08 ms       | 22,74                                    | 3/2−           | β−                           |        | 17,046 99(18)     |
| 18B    | 26 ns         | 0,00474                                  | 4−             | n                            |        | 18,055 66(18)     |
| 19B    | 2,92 ms       | 26,361 (β−), 25,787 (β−n), 21,604 (β−2n) | 3/2−           | β− = 12, β−n = 72, β−2n = 16 |        | 19,063 10(43#)    |
| 20B    |               |                                          |                |                              |        | 20,072 07(75#)    |
| 21B    |               |                                          |                |                              |        | 21,081 29(97#)    |

## 6Kohlenstoff
| Isotop | Halbwertszeit | Zerfallsenergie (MeV)       | Spin / Parität | Zerfallsart(en) (%)     | NH (%) | Masse (u)             |
| ------ | ------------- | --------------------------- | -------------- | ----------------------- | ------ | --------------------- |
| 8C     | 1,981·10−21 s | 0,0987                      | 0+             | p                       |        | 8,037 643(20)         |
| 9C     | 126,5 ms      | 16,68 (β+p), 16,772 (β+2α)  | 3/2−           | β+p = 61,6, β+2α = 38,4 |        | 9,031 0372(23)        |
| 10C    | 19,255 s      | 3,648                       | 0+             | β+                      |        | 10,016 853 31(42)     |
| 10m1C  | 10,7·10−15 s  | 3,353                       | 2+             | IT                      |        | 10,020 452 84         |
| 11C    | 20,39 min     | 1,982                       | 3/2−           | β+                      |        | 11,011 4336(10)       |
| 12C    | stabil        |                             | 0+             |                         | 098,90 | 12                    |
| 13C    | stabil        |                             | 1/2−           |                         | 01,10  | 13,003 354 835 07(23) |
| 14C    | 5730 a        | 0,156                       | 0+             | β−                      |        | 14,003 241 9884(40)   |
| 15C    | 2,449 s       | 9,772                       | 1/2+           | β−                      |        | 15,010 599 26(86)     |
| 16C    | 0,747 s       | 8,0102 (β−), 5,521 (β−n)    | 0+             | β− = 1, β−n = 99        |        | 16,014 7013(38)       |
| 17C    | 0,193 s       | 13,16 (β−), 7,275 (β−n)     |                | β− = 68, β−n = 32       |        | 17,022 577(19)        |
| 18C    | 0,095 s       | 11,804 (β−), 8,98 (β−n)     | 0+             | β− = 68,5, β−n = 31,5   |        | 18,026 751(32)        |
| 19C    | 0,046 s       | 16,56 (β−), 11,23 (β−n)     |                | β− = 39, β−n = 61       |        | 19,034 80(11)         |
| 20C    | 0,014 s       | 15,79 (β−), 13,63 (β−n)     | 0+             | β− = 28, β−n = 72       |        | 20,040 32(26)         |
| 21C    | 30 ns         | 0,01415                     | 1/2+           | n                       |        | 21,049 00(43#)        |
| 22C    | 6,1 ms        | 20,265 (β−n), 15,681 (β−2n) | 0+             | β−n = 63, β−2n = 37     |        | 22,057 53(26)         |
| 23C    |               |                             |                |                         |        | 23,0689(11#)          |

## 7Stickstoff
| Isotop | Halbwertszeit | Zerfallsenergie (MeV)                 | Spin / Parität | Zerfallsart(en) (%)               | NH (%)  | Masse (u)             |
| ------ | ------------- | ------------------------------------- | -------------- | --------------------------------- | ------- | --------------------- |
| 10N    | 2·10−22 s     | 2,597                                 | 2−             | p                                 |         | 10,041 65(43)         |
| 11N    | 5,49·10−22 s  | 1,316                                 | 1/2+           | p                                 |         | 11,026 091(50)        |
| 12N    | 11,000 ms     | 17,338                                | 1+             | β+                                |         | 12,018 6132(11)       |
| 13N    | 9,965 min     | 2,220                                 | 1/2−           | β+                                |         | 13,005 738 61(29)     |
| 14N    | stabil        |                                       | 1+             |                                   | 099,634 | 14,003 074 004 43(20) |
| 14m1N  | 13,2·10−15 s  | 8,49                                  | 4−             | IT                                |         | 14,012 188 38         |
| 14m2N  | 73·10−15 s    | 8,964                                 | 5+             | IT                                |         | 14,012 697 24         |
| 14m3N  | 9·10−15 s     | 9,129                                 | 3+             | IT                                |         | 14,012 874 37         |
| 15N    | stabil        |                                       | 1/2−           |                                   | 00,366  | 15,000 108 898 88(64) |
| 16N    | 7,13 s        | 10,421 (β−)                           | 2−             | β−                                |         | 16,006 1019(25)       |
| 16m1N  | 7,3 ms        | 0,11982                               | 0              | IT                                |         | 16,006 230 53         |
| 17N    | 4,173 s       | 8,680 (β−), 4,536 (β−n)               | 1/2−           | β− = 4,9, β−n = 95,1              |         | 17,008 449(16)        |
| 18N    | 624 ms        | 13,896 (β−), 5,851 (β−n), 7,669 (β−α) | 1−             | β− = 73,5, β−n = 14,3, β−α = 12,2 |         | 18,014 078(20)        |
| 19N    | 304 ms        | 12,523 (β−), 8,567 (β−n)              | 1/2−           | β− = 37,6, β−n = 62,4             |         | 19,017 022(18)        |
| 20N    | 100 ms        | 17,97 (β−), 10,36 (β−n)               |                | β− = 33,9, β−n = 66,1             |         | 20,023 366(60)        |
| 21N    | 85 ms         | 17,19 (β−), 13,38 (β−n)               | 1/2−           | β− = 20, β−n = 80                 |         | 21,027 11(10)         |
| 22N    | 24 ms         | 22,75 (β−), 15,9 (β−n)                |                | β− = 65, β−n = 35                 |         | 22,034 39(21)         |
| 23N    | 14,5 ms       | 23,7                                  |                | β−                                |         | 23,041 14(32#)        |
| 24N    | 52 ns         | 0,545                                 |                | n                                 |         | 24,050 39(43#)        |
| 25N    |               | 0,973                                 | 1/2−           | n                                 |         | 25,060 10(54#)        |

## 8Sauerstoff
| Isotop | Halbwertszeit   | Zerfallsenergie (MeV)    | Spin / Parität | Zerfallsart(en) (%) | NH (%)  | Masse (u)             |
| ------ | --------------- | ------------------------ | -------------- | ------------------- | ------- | --------------------- |
| 12O    | 1,14275·10−21 s | 0,3223                   | 0+             | p                   |         | 12,034 262(26)        |
| 13O    | 8,58 ms         | 15,826                   | 3/2−           | β+p                 |         | 13,024 815(10)        |
| 14O    | 70,606 s        | 5,144                    | 0+             | β+                  |         | 14,008 596 36(12)     |
| 15O    | 122,24 s        | 2,754                    | 1/2−           | β+                  |         | 15,003 065 62(53)     |
| 16O    | stabil          |                          | 0+             |                     | 099,762 | 15,994 914 619 57(17) |
| 17O    | stabil          |                          | 5/2+           |                     | 00,038  | 16,999 131 756 50(69) |
| 18O    | stabil          |                          | 0+             |                     | 00,200  | 17,999 159 612 86(76) |
| 19O    | 26,91 s         | 4,82                     | 5/2+           | β−                  |         | 19,003 5780(28)       |
| 20O    | 13,51 s         | 3,814                    | 0+             | β−                  |         | 20,004 075 35(95)     |
| 21O    | 3,42 s          | 8,11                     | 5/2+           | β−                  |         | 21,008 655(13)        |
| 22O    | 2,25 s          | 6,49                     | 0+             | β−                  |         | 22,009 966(61)        |
| 23O    | 82 ms           | 11,307 (β−), 3,756 (β−n) | 1/2+           | β− = 69, β−n = 31   |         | 23,015 696(97)        |
| 24O    | 61 ms           | 10,94 (β−), 7,115 (β−n)  | 0+             | β− = 42, β−n = 58   |         | 24,019 86(12)         |
| 25O    | 50 ns           | 0,77789                  | 3/2+           | n                   |         | 25,029 36(12)         |
| 26O    | 40 ns           | 0,0933                   | 0+             | 2n                  |         | 26,037 29(17)         |
| 27O    | 260 ns          | 1,644                    |                | n                   |         | 27,047 72(54#)        |
| 28O    | 100 ns          | 1,202                    | 0+             | 2n                  |         | 28,055 91(75#)        |

## 9Fluor
| Isotop | Halbwertszeit | Zerfallsenergie (MeV)     | Spin / Parität | Zerfallsart(en) (%)  | NH (%) | Masse (u)             |
| ------ | ------------- | ------------------------- | -------------- | -------------------- | ------ | --------------------- |
| 14F    |               | 1,56                      | 2−             | p                    |        | 14,034 315(44)        |
| 15F    | 4,10·10−22 s  | 1,51                      | 1/2+           | p                    |        | 15,018 043(67)        |
| 16F    | 11·10−21 s    | 0,536                     | 0              | p                    |        | 16,011 4657(89)       |
| 17F    | 64,49 s       | 2,761                     | 5/2+           | β+                   |        | 17,002 095 24(27)     |
| 18F    | 109,771 min   | 0,633 (β+), 1,656 (ε)     | 1+             | β+ = 96,86, ε = 3,14 |        | 18,000 937 33(50)     |
| 18m1F  | 46·10−15 s    | 4,86                      | 1−             | IT                   |        | 18,006 154 63         |
| 18m2F  | 21·10−15 s    | 5,297                     | 4+             | IT                   |        | 18,006 624 41         |
| 18m3F  | 44·10−15 s    | 5,502                     | 3−             | IT                   |        | 18,006 843 84         |
| 18m4F  | 10·10−15 s    | 5,786                     | 2−             | IT                   |        | 18,007 148 73         |
| 19F    | stabil        |                           | 1/2+           |                      | 100    | 18,998 403 162 73(92) |
| 19m1F  | 10,7·10−15 s  | 4,683                     | 5/2−           | IT                   |        | 19,003 430 51         |
| 19m2F  | 21·10−15 s    | 5,107                     | 5/2+           | IT                   |        | 19,003 8858           |
| 19m3F  | 1·10−16 s     | 5,337                     | 1/2+           | IT                   |        | 19,004 133 15         |
| 19m4F  | 1 s           | 5,464                     | 7/2+           | IT                   |        | 19,004 268 95         |
| 19m5F  | 9·10−16 s     | 5,621                     | 5/2−           | IT                   |        | 19,004 438 03         |
| 20F    | 11,163 s      | 7,025                     | 2+             | β−                   |        | 19,999 981 252(31)    |
| 21F    | 4,158 s       | 5,684                     | 5/2+           | β−                   |        | 20,999 9489(19)       |
| 22F    | 4,23 s        | 10,818                    | 3+             | β−                   |        | 22,002 999(13)        |
| 23F    | 2,23 s        | 8,467                     | 5/2+           | β−                   |        | 23,003 557(54)        |
| 24F    | 400 ms        | 13,51                     | 3+             | β−                   |        | 24,008 115(78)        |
| 25F    | 50 ms         | 13,423 (β−), 9,244 (β−n)  | 5/2+           | β− = 86, β−n = 14    |        | 25,012 199(81)        |
| 26F    | 10,2 ms       | 18,186 (β−), 12,653 (β−n) | 1+             | β− = 89, β−n = 11    |        | 26,020 038(83)        |
| 27F    | 4,9 ms        | 17,593 (β−), 16,078 (β−n) | 5/2+           | β− = 23, β−n = 77    |        | 27,026 44(20)         |
| 28F    | 40 ns         | 0,219                     |                | n = 100?             |        | 28,035 34(21)         |
| 29F    | 2,6 ms        | 20,265                    | 5/2+           | β−n                  |        | 29,042 54(54#)        |
| 30F    | 260 ns        | 0,415                     |                | n                    |        | 30,051 65(64#)        |
| 31F    | > 260 ns      | 27,787 (β−), 24,512 (β−n) |                | β− = ?, β−n = ?      |        | 31,059 71(56#)        |

## 10Neon
| Isotop | Halbwertszeit | Zerfallsenergie (MeV)                    | Spin / Parität | Zerfallsart(en) (%)               | NH (%) | Masse (u)           |
| ------ | ------------- | ---------------------------------------- | -------------- | --------------------------------- | ------ | ------------------- |
| 16Ne   | 9·10−21 s     | 1,4                                      | 0+             | 2p                                |        | 16,025 750(22)      |
| 17Ne   | 109,2 ms      | 13,948                                   | 1/2−           | β+p                               |        | 17,017 713 96(38)   |
| 18Ne   | 1,672 s       | 4,446                                    | 0+             | β+                                |        | 18,005 708 70(39)   |
| 19Ne   | 17,22 s       | 3,2395                                   | 1/2+           | β+                                |        | 19,001 880 91(17)   |
| 20Ne   | stabil        |                                          | 0+             |                                   | 090,48 | 19,992 440 1762(17) |
| 20m1Ne | 0,139 ps      | 5,621                                    | 3−             | IT                                |        | 19,998 475 03       |
| 21Ne   | stabil        |                                          | 3/2+           |                                   | 00,27  | 20,993 846 685(41)  |
| 22Ne   | stabil        |                                          | 0+             |                                   | 09,25  | 21,991 385 114(18)  |
| 23Ne   | 37,24 s       | 13,69                                    | 5/2+           | β−                                |        | 22,994 466 91(11)   |
| 24Ne   | 3,38 min      | 2,47                                     | 0+             | β−                                |        | 23,993 610 65(55)   |
| 25Ne   | 602 ms        | 7,30                                     | 3/2+           | β−                                |        | 24,997 789(48)      |
| 26Ne   | 197 ms        | 7,34 (β−), 1,766 (β−n)                   | 0+             | β− = 99,87, β−n = 0,13            |        | 26,000 515(20)      |
| 27Ne   | 32 ms         | 12,55 (β−), 5,825 (β−n)                  | 3/2+           | β− = 98, β−n = 2                  |        | 27,007 553(70)      |
| 28Ne   | 17 ms         | 12,278 (β−), 8,7936 (β−n), 2,0079 (β−2n) | 0+             | β− = 84,5, β−n = 11,9, β−2n = 3,6 |        | 28,012 12(10)       |
| 29Ne   | 14,8 ms       | 15,717 (β−), 11,314 (β−n), 7,772 (β−2n)  | 3/2+           | β− = 68, β−n = 28, β−2n = 4       |        | 29,019 75(11)       |
| 30Ne   | 7,3 ms        | 14,561 (β−), 12,285 (β−n), 7,882 (β−2n)  | 0+             | β− = 78,1, β−n = 13, β−2n = 8,9   |        | 30,024 73(30)       |
| 31Ne   | 3,4 ms        | 18,571 (β−), 14,286 (β−n)                |                | β− = ?, β−n = ?                   |        | 31,0331(17)         |
| 32Ne   | 3,5 ms        | 18,192 (β−), 16,666 (β−n)                | 0+             | β− = ?, β−n = ?                   |        | 32,039 72(54#)      |
| 33Ne   | 180 ns        | 0,9269                                   | 7/2−           | n                                 |        | 33,049 38(64#)      |
| 34Ne   | 60 ns         | 21,555 (β−), 20,805 (β−n)                | 0+             | β− = ?, β−n = ?                   |        | 34,056 73(55#)      |